# Cochrane (Trinidad y Tobago)
Cochrane es una localidad de Trinidad y Tobago, que forma parte del borough de Punta Fortín y la región de Siparia.

## Geografía
La localidad abarca parte de la isla Trinidad y limita al norte con Vance River (localidad perteneciente a la región de Siparia), al sur con Gonzales, Parry Lands South y Guapo Lot 10 (estos dos últimos pertenecientes a la región de Siparia), al este con Rousillac, Mon Desir-Silver Stream y Forest Reserve (todas pertenecientes a la región de Siparia) y al oeste con el golfo de Paria y Gonzales.

## Demografía
Datos demográficos de la localidad de Cochrane:
| Gráfica de evolución demográfica de Cochrane entre 2000 y 2011 |
|                                                                |